# C-kanot
Inte att förväxla med C-klasserna i paddling

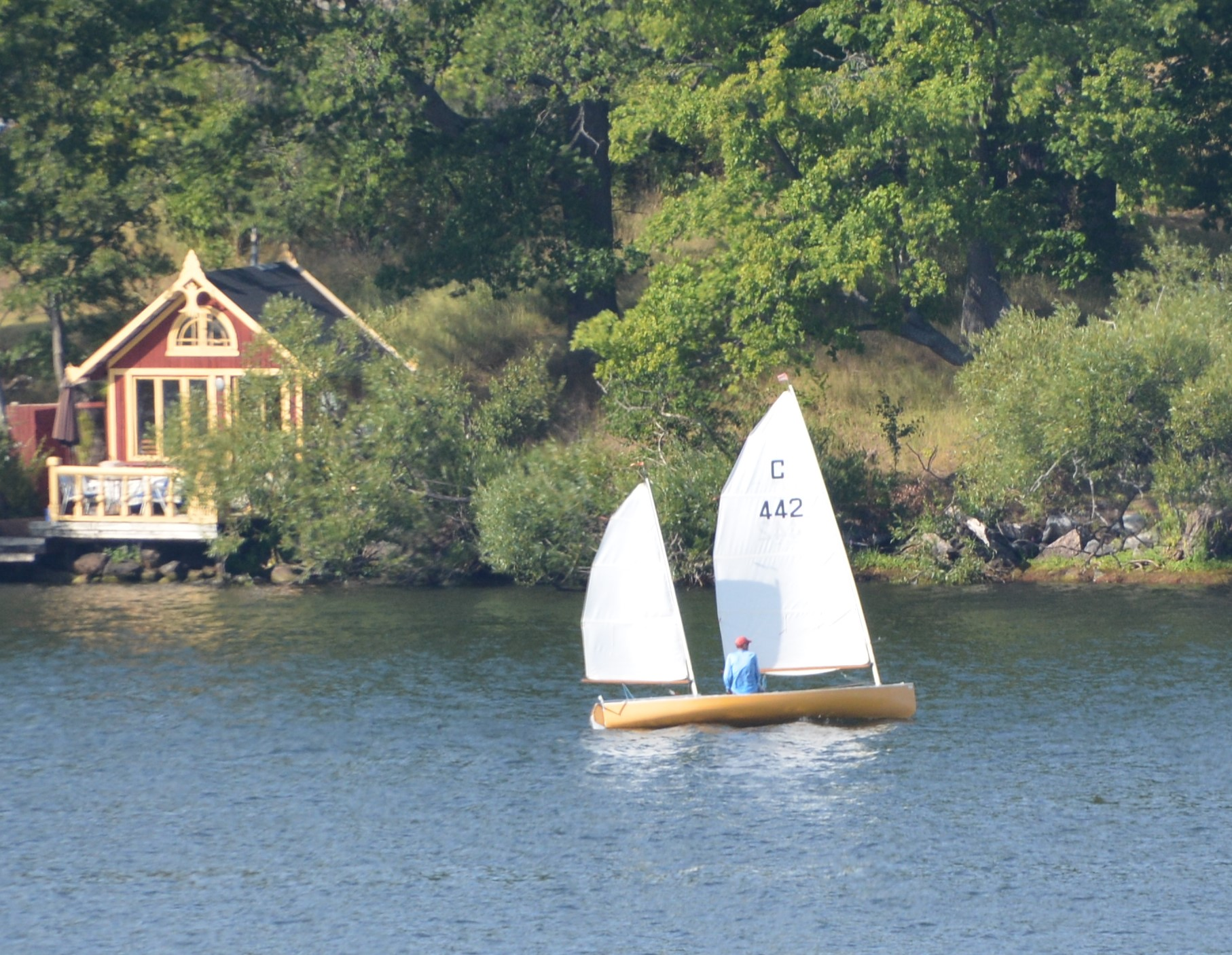
Kanotriggad C-kanot

C-kanoten är den lättare och lite kompaktare kanoten av de övriga nationella segelkanoterna. Under 50- och 60-talen var C-kanoten utan jämförelse den största klassen på kappseglingsbanorna runt om i Sverige.
Regeln beskriver i en kort sammanfattning C-kanoten som en heldäckad spetsgattad båt, försedd med  centerbord och roder. C-kanotens inombords utrymmen möjliggör dag- eller tursegling samt även övernattning.

## Dimensioner och vikt
| Skrovets längd:   | 4,85 - 5,20 meter |
| Skrovets bredd:   | 1,30 - 1,50 meter |
| Minsta skrovvikt: | 80 kg             |
| Segelyta max:     | 10,00 m²          |